# د بلک مامبا (گروه موسیقی)
د بلک مامبا (به انگلیسی: The Black Mamba) گروه موسیقی پرتغالی است.
آن‌ها نماینده پرتغال در یوروویژن ۲۰۲۱ هستند.